# Mathias Kaarsbo
Mathias Kaarsbo Winther (født 13. februar 2006 ) er en dansk fodboldspiller. Han spiller som central midtbanespiller og spiller for Lyngby BK. Han er også på det danske ungdomslandshold.

## Karriere

### Lyngby BK
Mathias Kaarsbo, kommer fra Lyngby BKs akademi og fik en kontrakt indtil sommeren 2028 den 9. maj 2025.
Den 24. maj 2025, i en alder af 19 år, fik han sin professionelle debut i en 3-1 sejr på den sidste kampdag i Superligaen mod AaB.

### Landsholdsfodbold
Mathias Kaarsbo har spillet for det danske U16- og U19-landshold. Han deltog i U19 EM i Rumænien i 2025.

## Weblinks
- Transfermarkt
- Mathias Kaarsbo i DBU's Landsholdsdatabase